# Oligota latifrons
Oligota latifrons är en skalbaggsart som beskrevs av Sharp 1908. Oligota latifrons ingår i släktet Oligota och familjen kortvingar. Inga underarter finns listade i Catalogue of Life.